# Storage Wars : Adjugé, vendu
Storage Wars : Adjugé, vendu (Storage Wars: Canada) est une émission de téléréalité canadienne diffusée depuis 2013 sur la chaîne de télévision OLN.
En France, l'émission est diffusée depuis le 21 avril 2015 sur RMC Découverte. C'est un autre spin-off de Storage Wars : Enchères surprises.

## Concept
« Au Canada, quand un box de stockage est laissé à l'abandon, les trésors qu'ils renferment sont vendus aux enchères ! »
L'émission se déroule au Canada et montre les ventes aux enchères du contenu des garde-meubles. Lorsque les loyers de ces derniers sont impayés depuis plusieurs mois, ils sont vendus aux enchères. C'est un des spin-off de Storage Wars : Enchères surprises.

## Émissions
| Saisons | Nombre d'épisodes | Date de diffusion (aux États-Unis) | Date de diffusion (aux États-Unis) | Date de diffusion (En France) | Date de diffusion (En France) |
| Saisons | Nombre d'épisodes | Premier épisode                    | Dernier épisode                    | Premier épisode               | Dernier épisode               |
| ------- | ----------------- | ---------------------------------- | ---------------------------------- | ----------------------------- | ----------------------------- |
| 01      | 36                | 29 août 2013                       | 17 juillet 2014                    | 21 avril 2015                 | NC                            |
| 02      | 29                | 8 janvier 2015                     | En production                      | 14 juillet 2015               | NC                            |

## Épisodes

### Saison 1 (2013-2014)
1. La chasse aux trésors (Northern Lights. Northern Fights)
2. En place (Orangeville Squeeze Play)
3. Bataille rangée (You Just Got “Roy’d”!)
4. Toujours plus rusé (Safes n’ Snakes)
5. Une fortune sous les pieds (It’s Like Archaeology, You Dig)
6. Anniversaire pas comme les autres (Ain’t No Locker Like A Birthday Locker)
7. Chercher l'intrus (Wanna Smell My Hair)
8. Fashion victim (Fashion Passion)
9. Chasse aux fantômes (Taunted, Haunted, and Most Wanted)
10. Tout le monde craque (Crazy From the Heat)
11. Que le meilleur gagne (The Thrilla in Clairevilla)
12. Un acheteur inattendu (Big Cow Trouble in Little Ajax)
13. La guerre des enchères (The Rise of the Liquidator)
14. Rivalité totale (Canadian Pecker)
15. Nouveaux partenaires (A-locker-lypse Now)
16. Coup de blues (Even Veterans Get the Blues)
17. Guerre d'égo (The Seven Habits of Highly Effective Instigators)
18. Une âme d'enfant (Fast Times at Wedgie-mont High)
19. Addiction totale (Com-Paul-sive Behaviour)
20. L'Instinct ou la raison ? (Psychic Psych Out)
21. Souffrance collective (Cold Turkeys)
22. Esprits sournois (Worst Best Man Ever)
23. Le sort s'acharne (The Lame, The Sick, and The Crazy)
24. Pour la bonne cause (Crate Expectations)
25. Sale temps à Weston (A Bad Day to Be Bogart)
26. Jeff l'opportuniste (Ursula's Just Not That Into You)
27. Opération séduction (It's Don's World, We're Just Bidding In It)
28. Rivalité féminine (Imitation is the Sincerest Form of Insult)
29. Tel père, tel fils (Giddy Up!)
30. Pas à la fête (L'll Roy)
31. Le liquidateur est de retour (Paul and Bogart Make a Promo)
32. Comment frapper fort (London Storage is Falling Down)
33. Compétiteurs jusqu'au bout (O Brother I hate Thou)
34. Espionnage industriel (Spies Like Urs)
35. Réconciliation (Brawl in the Family)
36. Une nouvelle vie (All's Fair in Love and Storage War)

### Saison 2 (2015)
1. Bête et méchant (Bigger Stronger Meaner Dumber)
2. La malédiction de Pecker (That's Mr. Pecker to You)
3. Sur le ring des enchères (Who Wants to Be a Bazillionaire)
4. Une affaire de pros ! (Cause That's What Janitors Do!)
5. À la diète (Shirt Happens)
6. Les vétérans s'imposent (Keep Your Friends Close and Your Enemies Closer)
7. Retour en force (Knock-Out Punch)
8. Pas de stratégie (Worst Laid Plans)
9. La superstition du chinchilla (Chini-Chilla Bang Bang)
10. Zone interdite (Roy Marks His Territory)
11. Plus jamais ça ! (Kennys vs Kennys)
12. Mieux vaut tard que jamais ! (Roy Dirnbeck: The Roy Dirnbeck Story)
13. Fin psychologue (Schlock Therapy)
14. Le liquidateur (Cougar Pants!)
15. Le festival de Roy (Confessions of a Dangerous Mime)
16. Utopia, le village de la chance (Utopia?)
17. L'arme secrète (Three Kennys Are Worse Than None)
18. En formation (Instigator in Training)
19. Boissons revitalisantes (Goji, Bogie and the Yogi)
20. Les envahisseurs (Exceedingly Loud and Uncomfortably Close)
21. Farces et attrapes (Pranking the Monkeys)
22. En train (All Aboard the Party Train!)
23. Un héritage (Freaks and Greeks)
24. Les chutes du Niagara (Honeymoon Capital of the Storage World)
25. Titre français inconnu (Hug Life)
26. Titre français inconnu (Between a Brawk and a Hard Place)
27. Titre français inconnu (Two Men and a Fake Baby)
28. Titre français inconnu (The Birds and the Bees and the Bulls)
29. Titre français inconnu (Ursula Goes Banana)

## Participants
- Commissaire-priseur :
  - Don Reinhart : avec 48 ans d'expérience, il a vendu aux enchères de tout, des voitures écrasées jusqu'aux maisons. Sa ville natale est Caledon, Ontario[5].
  - Jeff Schwarz : commissaire-priseur au style "grande gueule" qui a souvent tendance à vendre les boxes plus chers que leur prix véritable.
  - Patrick Pecker : jeune commissaire-priseur talentueux qui ne s'entend pas vraiment bien avec Roy.
- Enchérisseurs :
  - Roy Dirnbeck : « l'Agitateur ». Cet enchérisseur au comportement antisocial semble aimer se faire détester[6]. Il ne gagne pas sa vie grâce aux enchères.
  - Ursula Stolf : « la Bombe ». Elle use souvent de ses charmes pour obtenir les boxes à prix raisonnable.
  - Cindy Hayden & Rick Coffill : « les Vétérans ». Cindy est fréquemment en guerre d'enchères contre Ursula, et prend un malin plaisir à la faire payer plus cher que prévu.
  - Paul & Bogart Kenny : « le Flambeur et le Gamin ». Paul a souvent tendance à vouloir acheter tous les boxes qui se présentent à lui, ce qui irrite très souvent son fils Bogart.
  - Tommy Mourgas : d'origine grecque, visiblement en phase hypomaniaque, criant souvent Opa! (Greek expression) (en), son métier est forgeron.
  - Jeff : ancien enchérisseur, il revient de temps en temps pour "mettre de l'ordre dans les enchères", et fait souvent des entrées très remarquées.

## Émissions dérivées
- Storage Wars : Enchères surprises est la première version, diffusée depuis le 1er décembre 2010.

Le série "Storage Wars" a donné lieu à huit autres déclinaisons, basées sur le même principe :
- Storage Wars : Texas (2011-2014) : Premier spin-off
- Storage Wars : Enchères à New York (2013) : Deuxième spin-off
- Storage Wars: Miami (en) (2015) : Troisième spin-off
- Barry'd Treasure (en) (2014) : Quatrième spin-off
- Brandi & Jarrod: Married to the Jo (2014) : Cinquième spin-off
- Storage Wars : Barry Strikes Back (2015) : Sixième spin-off
- Storage Wars : Adjugé, vendu (Canada) (2013 - 2015) : Première version international
- Storage Wars France : Enchères surprises (2015) (6ter) ; Deuxième version international

Autres émissions similaires :
- Auction Hunters
- Baggage Battles
- Enchères à l'aveugle (Property Wars)
- Enchères à tout prix
- Storage Hunters : La Guerre des enchères
- Box aux enchères (2016) (D8) .